# استولبوو
استولبوو (به لاتین: Stolbovo) یک منطقهٔ مسکونی در روسیه است که در سرزمین آلتای واقع شده‌است.